# Friedrich-Wilhelm Krause
Friedrich-Wilhelm Krause (* 5. November 1920 in Kiel; † 29. März 2015) war ein deutscher Rechtswissenschaftler und Hochschullehrer.

## Leben
Krause studierte in Kiel Rechtswissenschaften und promovierte 1954 bei Hellmuth Mayer zum Dr. iur. Anschließend war er zehn Jahre im Schleswig-Holsteinischen Justizdienst tätig. 1965 habilitierte er sich auf den Gebieten Strafrecht, Strafprozessrecht und Kriminologie. 1967 folgte er einem Ruf an die Universität Mannheim. 1975 wechselte er auf den damals neu geschaffenen Lehrstuhl für Kriminologie und Strafrecht in Würzburg. 1977/78 war er Dekan der Juristischen Fakultät. 1986 erhielt er das Bundesverdienstkreuz am Bande. 1987 trat er in den Ruhestand.

## Schriften (Auswahl)
- Der objektive Tatbestand des § 253 StGB. Kiel 1953, OCLC 831022562 (Dissertation).
- Zum Urkundenbeweis im Strafprozeß (= Kieler rechtswissenschaftliche Abhandlungen. Band 8). Hansischer Gildenverlag Heitmann, Hamburg 1966 (Habilitationsschrift, Kiel). OCLC 163639960